# IFO (filformat)
IFO-filer (från engelska: Information file) är informationsfiler inom DVD-formatet, där informationen om kapitel, textning och ljudspår finns.